# 寄神社
寄神社（やどりきじんじゃ）は、神奈川県足柄上郡松田町寄にある神社。旧社格は村社。

## 歴史
詳細な創建時期は不明であるが、かつては「弥勒寺」の名称の禅刹であった。『吾妻鏡』によると、1192年（建久3年）、鎌倉幕府が源頼朝の正室であった北条政子の安産祈願のため、相模国の十数社寺に特使を参拝させたとあり、弥勒寺はその一つであったと考えられる。甲斐国塩山の向嶽寺を開いた抜隊得勝が寓居したと伝えられている。1909年（明治42年）には宇津茂神社・土佐原神社・萱沼神社・大寺神社・中山神社・虫沢神社・宮地神社・萱沼神社の各神社を合祀して、現在の寄神社となった。

## 境内
境内に大イチョウ、鳥居の前にはスギの巨木が植わっている。スギの木は樹齢500年とも600年とも言われ、高さ30mほど、幹周りは約6.4m。1984年には「かながわの名木100選」に選定されている。神社は、現在は秦野市の上秦野神社が管理している。

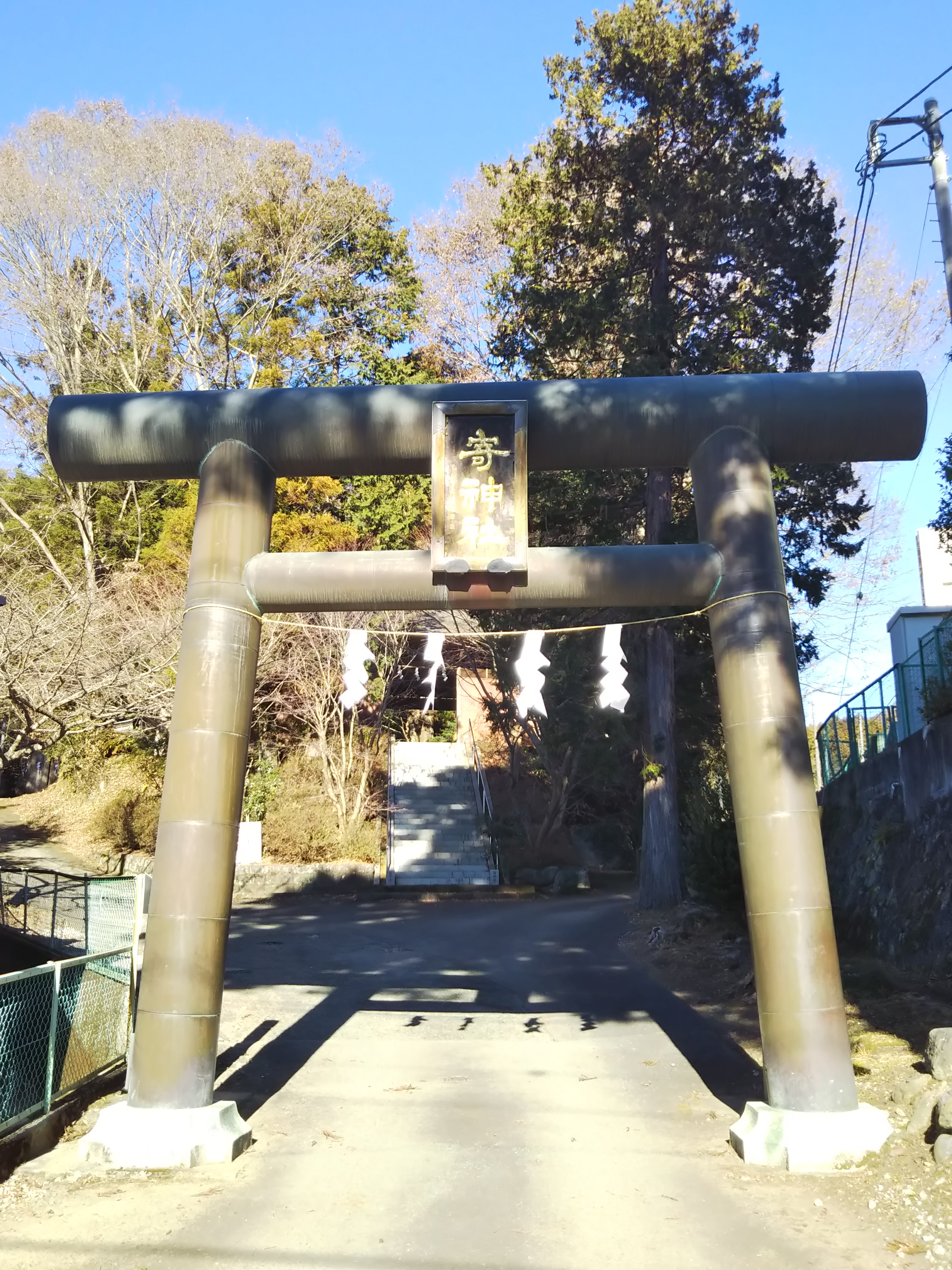
1986年[1]に建立された鳥居
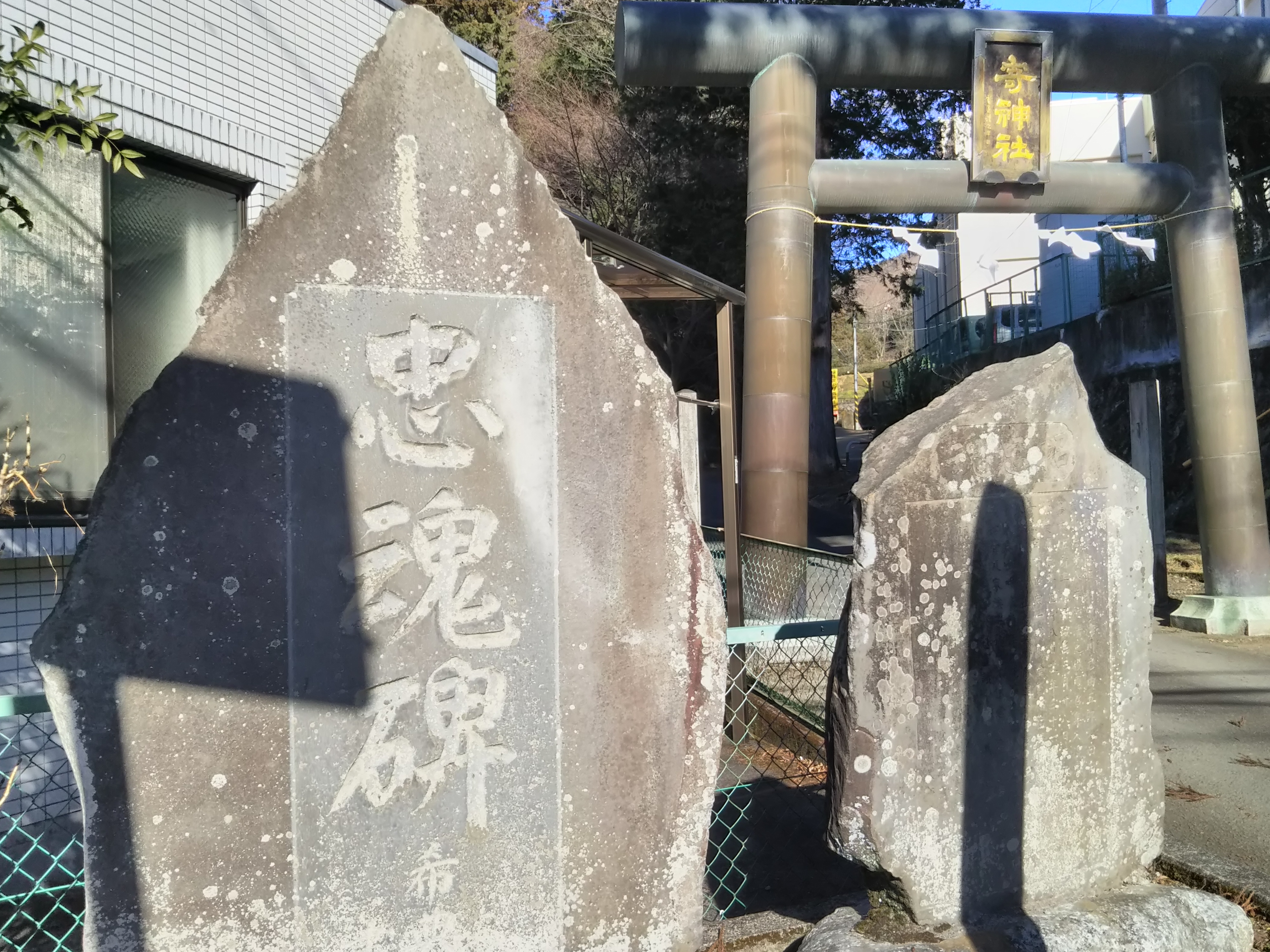
忠魂碑
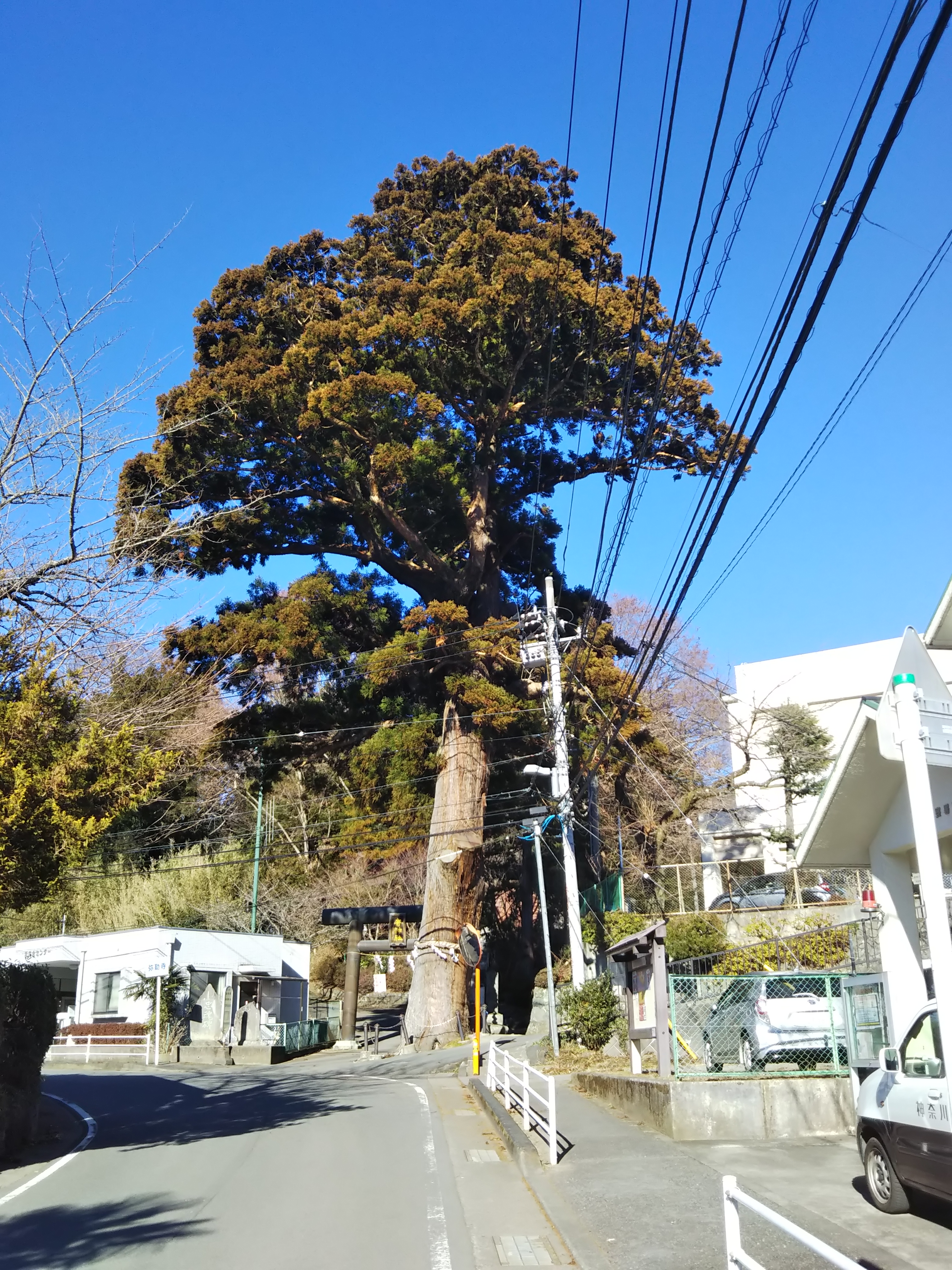
寄神社の大杉

## 祭事
例年、3月の第1土曜日には例祭が行われる。1979年に寄祭囃子保存会が結成され、例祭の日に演奏される祭囃子は町の無形文化財となっている。

## 現地情報
所在地
- 神奈川県足柄上郡松田町寄2547

交通アクセス
- 最寄バス停：小田急小田原線新松田駅（御殿場線松田駅）より富士急湘南バス寄行きに乗り換え バス停「支所前」下車。